# Elaeocarpus fraseri
Elaeocarpus fraseri é uma espécie de angiospérmica da família Elaeocarpaceae.
Apenas pode ser encontrada no seguinte país: Malásia.